# Taiyuan Iron and Steel Group
Taiyuan Iron and Steel Group Company Limited («Тайюань Айрон энд Стил Груп», 太原钢铁（集团）有限公司, также известна как TISCO и Taigang Group) — крупная китайская государственная металлургическая компания. Основана в 1934 году, штаб-квартира расположена в городе Тайюань (Шаньси). С августа 2020 года контрольный пакет акций Taiyuan Iron and Steel Group принадлежит крупнейшему в стране металлургическому конгломерату China Baowu Steel Group (Шанхай).
Крупнейшим активом Taiyuan Iron and Steel Group является компания Shanxi Taigang Stainless, которая входит в число крупнейших компаний Китая и мира. По состоянию на 2019 год выручка Taigang Stainless составляла 11 млрд долл., прибыль — 1 млрд долл., активы — 10,3 млрд долл., рыночная стоимость — 4,3 млрд долл., в компании работало почти 20 тыс. сотрудников.

## История
В 1934 году по инициативе губернатора провинции Шаньси Янь Сишаня в городе Тайюань был основан Северо-Западный сталелитейный завод, который в 1937 году переименовали в Тайюаньский железный завод. В 1952 году завод в Тайюане произвёл первую нержавеющую сталь, в 1958 году на заводе новосозданной Taiyuan Iron & Steel Company было установлено советское оборудование — доменная печь и прокатный стан. В 1968 году завод установил оборудование из Австрии, а в 1970 году — из Германии, в 1988 году было приобретено программное обеспечение японской компании Nissin Steel. 
В 1996 году Тайюаньский комбинат был преобразован в акционерную компанию Taiyuan Iron and Steel (Group) Company Limited. В 1998 году была основана дочерняя компания Shanxi Taigang Stainless, которая вскоре вышла на Шэньчжэньскую фондовую биржу. В том же году Taiyuan Iron and Steel приобрела Lingfeng Iron and Steel Company. В 1999 году группа остановила последние мартеновские печи, а в 2002 году провела полную модернизацию выплавки стали и горячего проката. В июле 2005 года завод посетил Ху Цзиньтао. 
В августе 2005 года Народный банк Китая выбрал TISCO в качестве поставщика нержавеющей стали для изготовления монет цзяо. В 2007 году оборот Taiyuan Iron and Steel превысил 100 млрд юаней, компания стала крупнейшим китайским производителем и экспортёром нержавеющей стали. В 2011 году производство нержавеющей стали превысило 3 млн тонн. В 2012 году Taiyuan Iron and Steel Group произвела 10,15 млн тонн продукции, в том числе 3,1 млн тонн нержавеющей стали.
В 2017 году завод поочерёдно посетили Си Цзиньпин и Ли Кэцян. По состоянию на 2019 год Taiyuan Iron and Steel с производством 10,86 млн тонн стали входила в число 40 крупнейших металлургических компаний мира. В августе 2020 года 51 % акций Taiyuan Iron and Steel приобрёл государственный конгломерат China Baowu Steel Group.

## Структура
Металлургические предприятия Taiyuan Iron and Steel Group расположены в городах Тайюань, Линьфэнь и Тяньцзинь (трубный завод — совместное предприятие с государственной компанией Tianjin Pipe Corporation). Дочерние компании группы добывают железную руду, занимаются сбытом нержавеющей стали и стальных труб, владеют больницей в Тайюане, а также строят жильё для работников своих предприятий. Кроме того, Taiyuan Iron and Steel Group владеет пакетами акций в компаниях CNMC Nickel (40 %), China Niobium Investment Holdings (16,6 %), Shanxi Securities (10 %), имеет интересы в добыче никеля в Мьянме и ниобия в Бразилии.
- Shanxi Taigang Stainless
- Linfen Iron and Steel